# Idioma ruso en Azerbaiyán

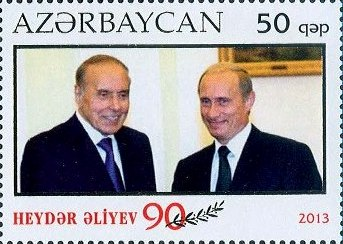
estampa de Azerbaiyán de 2013

El idioma ruso es el primer idioma de más de 150 000 personas en Azerbaiyán, predominantemente rusos étnicos, así como de azeríes, ucranianos, judíos y otras minorías rusificadas. En 1994, el 38 % de los azerbaiyanos hablaba ruso con fluidez como segundo idioma.

## Historia
El ruso se introdujo en el sur del Cáucaso después de su colonización en la primera mitad del siglo XIX después de que la Dinastía kayar, de Irán se viera obligada a ceder sus territorios caucásicos según el Tratado de Gulistán y el Tratado de Turkmenchay en 1813 y 1828 a Rusia, respectivamente. En 1830 había escuelas con el ruso como idioma de instrucción en las ciudades de Shusha, Bakú, Elisabethpol y Shamakhi; más tarde, esas escuelas se establecieron en Quba, Ordubad y Zagatala. La educación en ruso fue impopular entre los azeríes étnicos hasta 1887, cuando Habib bey Mahmudbeyov y el sultán Majid Ganizadeh fundaron la primera escuela ruso-azerí en Bakú. Una escuela secular con instrucción tanto en ruso como en azerí, sus programas fueron diseñados para ser consistentes con los valores culturales y las tradiciones de la población musulmana. Finalmente, antes de la "sovietización" del Cáucaso meridional se establecieron 240 escuelas de este tipo para niños y niñas, incluida una escuela para mujeres fundada en 1901. La primera biblioteca de referencia ruso-azerí se abrió en 1894. En 1918, durante el breve período de la independencia de Azerbaiyán, el gobierno declaró el azerí como idioma oficial, pero se permitió el uso del ruso en los documentos gubernamentales hasta que todos los funcionarios dominaran el idioma oficial.
En la era soviética, la gran población rusa de la ciudad de Bakú, la calidad y las perspectivas de la educación en ruso, el mayor acceso a la literatura rusa y otros factores contribuyeron a la intensiva rusificación de la población de Bakú. Su resultado directo de la mitad del siglo XX fue la formación de un supra-étnica subcultura urbana Bakú, unir a la gente de Rusia, Azerbaiyán, Armenia, la población judía, y de otros orígenes y cuyas características especiales se estaban cosmopolita y de habla rusa. El uso generalizado del ruso dio como resultado un fenómeno de "azeríes de habla rusa", es decir, el surgimiento de una comunidad urbana de azeríes étnicos nacidos en Azerbaiyán que consideraban el ruso como su lengua materna. En 1970, 57 500 azeríes (1,3 %) identificaron el ruso como su lengua materna.

### Literatura azerbaiyana en ruso
Las primeras obras de autores azerbaiyanos en idioma ruso se publicaron en el siglo XIX. En 1883, Ahmad bey Javanshir escribió un esbozo histórico en ruso titulado "Sobre el estado político del kanato de Karabaj entre 1745-1805".
Ismayil bey Gutgashynly y Yusif Vazir Chamanzaminli publicaron obras originales en ruso en los años previos a la Revolución de Octubre. El gran propagador de la lengua rusa entre la población azerí fue el dramaturgo Mirza Fatali Akhundov, fundador de la dramaturgia azerí.
La literatura azerí en ruso siguió desarrollándose durante la época soviética. Sus representantes destacados son Imran Gasimov, Hasan Seyidbayli, Magsud y Rustam Ibragimbekovs, Natig Rasulzadeh, Alla Akhundova y Chingiz Abdullayev entre otros.
En 2003, se establecieron los escritores ruso-azerbaiyanos "Ray" y la rama de Moscú de la Unión de Escritores de Azerbaiyán.

## Ruso en las artes
Desde la segunda mitad del siglo XIX, las canciones populares rusas e internacionales en idioma ruso han aparecido en repertorios de Bulbuljan, Muslim Magomayev, Rashid Behbudov Polad Bülbüloğlu, Zeynab Khanlarova, Flora Karimova, el grupo musical Qaya y muchos otros. Incluso después de la independencia de la Unión Soviética, cantantes azerbaiyanos como Brilliant Dadashova y Aygun Kazimova han seguido escribiendo e interpretando canciones en ruso.
Durante la era soviética, Azerbaijanfilm produjo docenas de largometrajes, y documentales en ruso, incluidas películas famosas como The Telephone, Don't Worry, I'm With You, Asif, Vasif, Aghasif y Exam. Las películas en ruso se siguen produciendo en Azerbaiyán en la era postsoviética.

## Situación del idioma ruso en Azerbaiyán actualmente
Fuera de la capital, el uso del ruso disminuyó drásticamente después del colapso de la Unión Soviética. De manera similar, la subcultura de habla rusa en Bakú experimentó un fuerte declive debido a la emigración de un gran número de rusos. Sin embargo, el idioma ruso sigue ocupando un lugar destacado en la vida cotidiana de las personas en Bakú. Como en la época soviética, hoy el uso del ruso en Azerbaiyán se concentra entre los intelectuales y la "élite" de la nación azerí; sin embargo, una encuesta realizada por la Fundación del Patrimonio de Eurasia clasificó a Azerbaiyán entre las ex repúblicas soviéticas con el peor nivel de conocimiento del ruso, junto con Armenia, Georgia, Lituania y Tayikistán.
En 2002, el presidente Heydar Aliyev emitió un decreto estableciendo el azerí como el único idioma de las operaciones estatales. Los letreros de las tiendas, los formularios y los sellos en ruso fueron reemplazados por azeríes. Al mismo tiempo, la enseñanza obligatoria del ruso en las escuelas se hizo opcional.
En 2007, por decreto del Consejo Nacional de Radiodifusión, cesó la transmisión en vivo de los canales de televisión rusos. Oficialmente, esta acción se llevó a cabo para proteger las frecuencias nacionales de Azerbaiyán, que fueron declaradas "tesoro nacional del país", de la influencia de los medios de comunicación extranjeros. Sin embargo, se rumoreaba que la razón principal era eliminar la supuesta orientación pro-armenia de los canales de televisión rusos que cubrían el conflicto en la región transcaucásica de Nagorno-Karabaj.
En 2008, el gobierno prohibió las transmisiones en idiomas extranjeros en los canales de radio y televisión de Azerbaiyán, a excepción de un noticiero diario en el idioma ruso. Esta medida enfrentó una fuerte oposición de los medios y el público. Los disidentes argumentaron que Azerbaiyán todavía tiene una gran comunidad de habla rusa, señalando el éxito de algunos programas de televisión en ruso. En última instancia, se hizo una excepción para ciertas transmisiones en ruso, pero se exigieron subtítulos en azerí.
A pesar de la posición significativamente fortalecida del idioma azerbaiyano en la era postsoviética, se siguen publicando varios periódicos en ruso en la capital, Bakú. La Asociación de Escritores Rusos sigue funcionando en el país.

## Características del ruso en Azerbaiyán
La lengua rusa que se habla en Azerbaiyán (el dialecto azerbaiyano) difiere del ruso estándar debido a la influencia del azerí que se habla en todo el país. A nivel fonético, esta influencia se puede ver específicamente en el alargamiento inicial de las vocales, un fuerte aumento en la entonación al final de una pregunta, y el uso de la africada palato-alveolar sonora. A nivel léxico, una serie de términos predominantemente de jerga de origen azerí y ruso están penetrando gradualmente en los medios impresos.

## Educación
Hay más de 300 escuelas en todo el país, incluidas 18 escuelas secundarias locales y 38 escuelas secundarias especializadas que brindan instrucción en idioma ruso.
El 13 de junio de 2000, se fundó la Universidad Eslava de Bakú en la ciudad de Bakú, Azerbaiyán, sobre la base del Instituto Pedagógico de Lengua y Literatura Rusas Akhundov.
El 24 de noviembre de 2009, Azerbaiyán se convirtió en el primer país exsoviético en abrir la tienda Russian Book House. A la ceremonia de apertura asistió el jefe de la Administración Presidencial de Rusia, Serguei Naryshkin.